# Église Notre-Dame-de-la-Nativité de Villeneuve-le-Comte
Pour les articles homonymes, voir Église Notre-Dame-de-la-Nativité.
L'église Notre-Dame-de-la-Nativité est un édifice religieux situé sur la commune de Villeneuve-le-Comte, dans le département français de Seine-et-Marne. Elle est rattachée au diocèse de Meaux.

## Historique
L'église date du XIIIe siècle. Elle a été construite entre 1205 et 1240.
Après un important travail historique de Jean-Eloi Leriche, curé du village, l'église est classée doublement au titre des monuments historiques en 1849 et par la liste de 1862.
A sa construction, l'église comporte un porche-clocher ainsi qu'une tour beffroi. Le porche-clocher, jugé trop vétuste, est détruit en 1516. La tour du beffroi est rehaussée d'un clocher à double barrière puis, entre 1760 et 1770, le clocher est modifié à nouveau par l'adjonction d'un niveau sur lequel vient se dresser une aiguille qui s'élève ainsi à 52 m.
Entre 1865 et 1870, l'édifice est restauré sous l'impulsion de Viollet-le-Duc. Les peintures médiévales ont été grattées tandis que la baie en façade a été remplacée par une rosace. Les arcs-boutants de la nef ont été supprimés.

## Architecture
L'église est de type gothique de transition et composée de trois matériaux principaux : les piliers et contreforts en grès, les encadrement de baies en appareillage de pierre de taille calcaire et le remplissage en pierres meulières enduites.
L'ensemble de l'édifice est voûté sur croisées d'ogives. Certaines clefs de voûte et certains chapiteaux du chœur et de l'abside sont ornés de têtes sculptées.

## Mobilier
L'église présente un mobilier d’intérêt puisque certains éléments sont classés à titre objet des monuments historiques dont plusieurs dalles funéraires médiévales (XIIIe au XVIIe siècle) et une Vierge à l'Enfant du XIVe siècle.

Parmi ces éléments remarquables, on peut noter une statue de la Vierge, des dalles funéraires alignées contre le mur, cinq panneaux sculptés datés de 1642 ainsi que plusieurs toiles et un tableau de bois du XVIIe siècle.

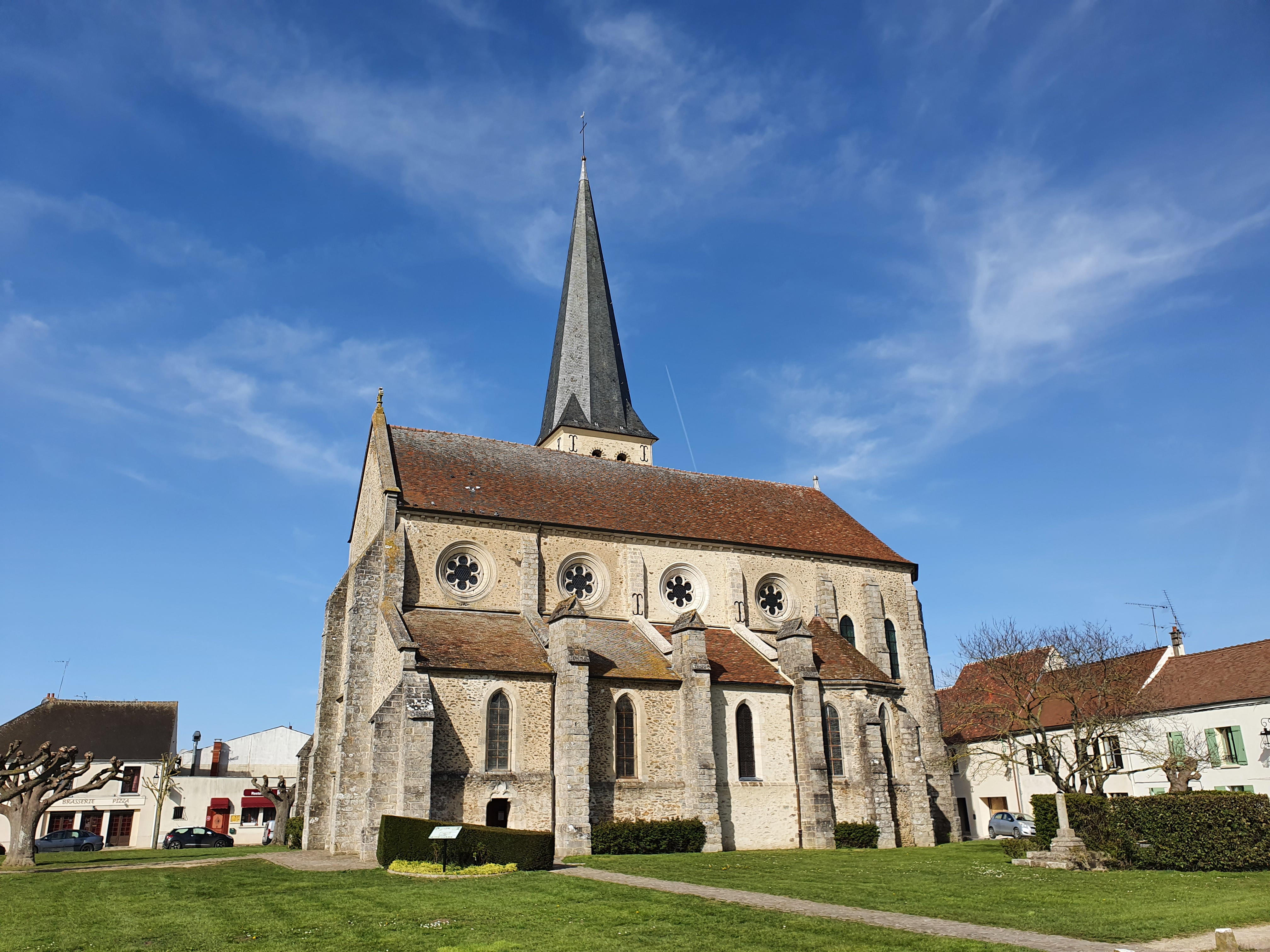
Vue de l'Eglise
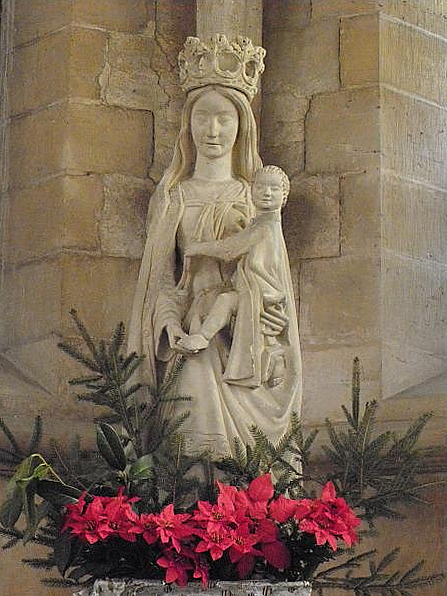
Vierge à l'Enfant
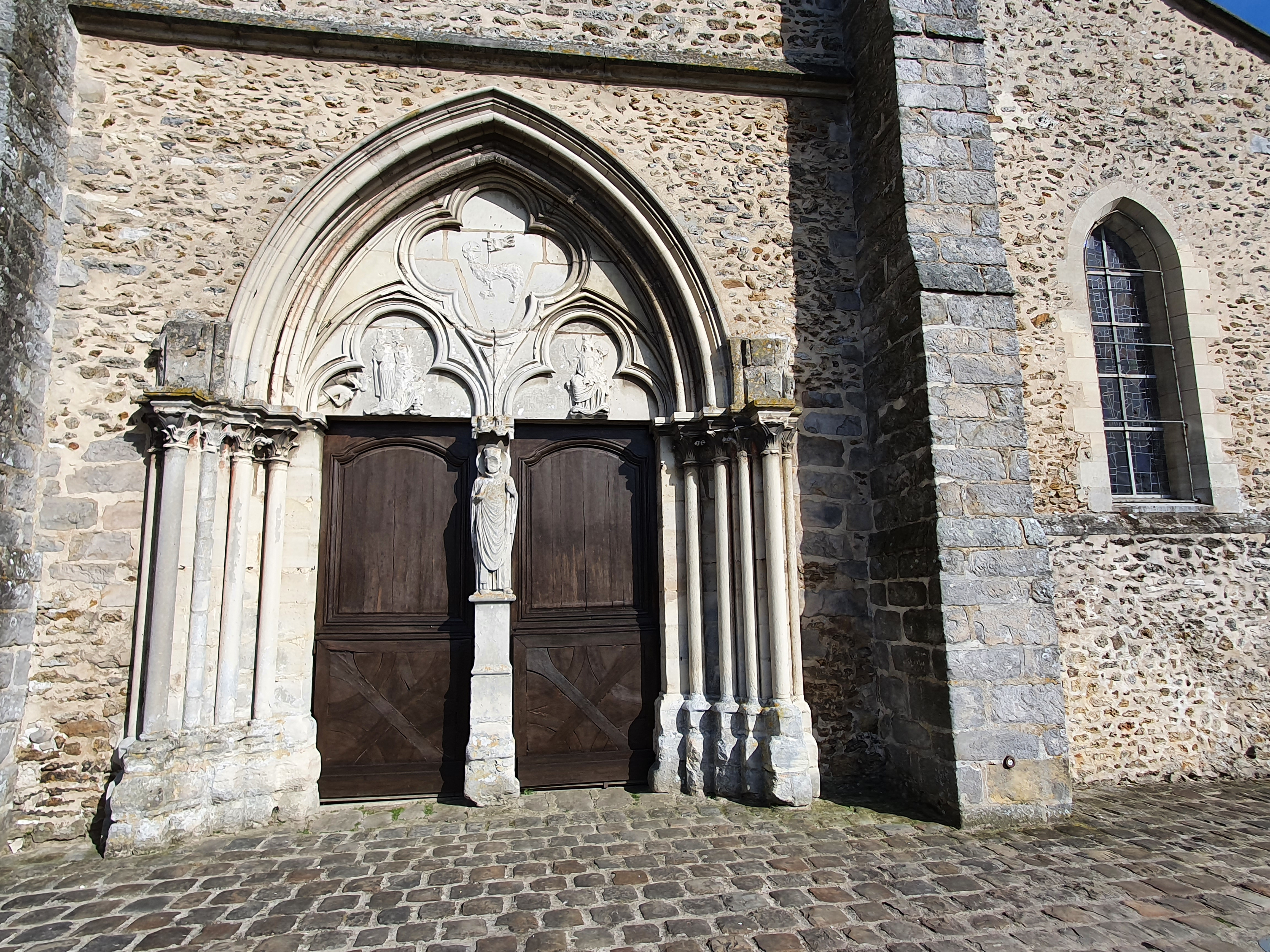
entrée